# 天節七
金牛座88，又名BD+09 607，HD 29140、SAO 94026、HR 1458，是金牛座的一颗恒星，视星等为4.25，位于銀經186.4，銀緯-24.13，其B1900.0坐标为赤經4h 30m 9.5s，赤緯+9° -24.13′ 20″。